# Cour des Dîmes
La cour des Dîmes est un monument historique situé à Bergheim, dans le département français du Haut-Rhin.

## Localisation
Ce bâtiment est situé au 57, rue des Vignerons à Bergheim.

## Historique
L'édifice fait l'objet d'une inscription au titre des monuments historiques depuis 1947.

## Architecture
La cour des Dîmes est remarquable par :
- un beau portail Renaissance en plein-cintre et
- une porte d'une architecture très délicate, faite d'un linteau à extrémités cintrées reposant sur des pilastres composites[1]